# 中井圭
中井 圭（なかい けい、1977年3月20日- ）は、日本の映画評論家。兵庫県川西市出身。関西大学法学部政治学科卒。映画紹介プロジェクト「映画の天才」代表。才能育成プロジェクト「偶然の学校」代表。無料上映プロジェクト「ナカメキノ」クリエイティブディレクター。

## 来歴
・小学生の頃に観た『ゴジラ』『バック・トゥ・ザ・フューチャー』に影響を受けて映画鑑賞を趣味とする。
・高校時代は、映画館のほか、実家の家電量販店での店番中にWOWOWやレンタルビデオで映画を観る日々を送る。
・大学時代は、毎日1本映画を観るなど、映画に没頭する。
・大学在学中、大阪梅田のHEP FIVEで、HEPBOYとして働く。
・大学卒業後、2000年にNECに入社、ISPのビッグローブ部門に配属。のちにNECグループから離脱したビッグローブ株式会社に転籍。
・2002年、BIGLOBEにて、編集者の石川次郎の新企画プロジェクトに参加。
・2003年、BIGLOBEの映画情報サイト「シネマスクランブル」編集長に就任。以降、映画評論家として活動を開始する。
・2005年6月、面白い人に面白い映画を観てもらって拡げるプロジェクト「映画の天才」を立ち上げ、面白い映画が見つかるたびに不定期開催。
・2012年12月、中目黒で映画を無料上映するプロジェクト「中目黒シネマズ」を立ち上げる。
・2013年1月、これをベースに本格開始した無料上映プロジェクト「ナカメキノ」で月一回、無料上映とトークショーを行う。高良健吾、斎藤工、東出昌大、松岡茉優、武田梨奈、佐藤千明、吉田大八、沖田修一らがゲスト登壇。
・2016年4月、関心のないことに関心を持つ人材を育成する学校プロジェクト「偶然の学校」を開始。

## 番組出演

### ＜テレビ＞
WOWOW「ザ・ムービー・ニュース2010」（2010年12月）
WOWOW「シネマnavi」（2011年4月－2011年9月）
WOWOW「映画工房」（2011年10月−、毎週月曜20時45分～21時）
WOWOW「シネコミ！映画賞2013」（2013年11月21日）
日本テレビ「ZIP!」（2014年1月21日）
日本テレビ「ズームイン！！サタデー」（2017年6月17日）

### ＜ラジオ＞
TBSラジオ「ニュース探求ラジオ DIG」（2010年8月・2011年7月・2012年7月）
J－WAVE「I A.M.」（2014年4月14日 - 2015年3月31日）
TOKYO FM「LOVE CONNECTION」（2015年7月24日－2017年1月17日）
TOKYO FM「TOKYO FM WORLD」（2016年6月27日、2017年6月14日）
TOKYO FM「高橋みなみのこれから、何する？」（2017年2月28日、2017年5月2日、2017年8月8日）
TOKYO FM「空想メディア」（2017年10月8日、2017年10月15日）
J-WAVE「ACROSS THE SKY」（2017年10月22日）

### ＜WEB＞
BIGLOBEストリーム「シネマスクランブルTV」（2005年‐2011年）
Ustreamおよびニコニコ生放送「生シネ」（2011年－）
ニコニコ生放送「WOWOWぷらすと」（2011年−）
ニコニコ生放送「濃厚、シネマトーク」
ニコニコ生放送「アカデミー賞生中継ソーシャルビューイング」（2012年－）
ニコニコ生放送「シネマのミカタ」（2017年4月−、毎週水曜21時）
「michill」映画コラム（2017年－、月1連載）
「ザ・スクランブル」映画コラム（2017年－、隔週水曜連載）

### <雑誌・関連書籍>
「STUDIO VOICE」（vol.409）
「CUT」（2016年7月号）
「Numero TOKYO」（No.64、No.104）
鉄人社「観ずに死ねるか！傑作青春シネマ邦画篇」（2014年5月10日発売）
鉄人社「観ずに死ねるか！傑作絶望シネマ88」（2015年6月20日発売）
鉄人社「観ずに死ねるか！傑作音楽シネマ」（2016年7月27日発売）

## 関連書籍
- 的場みな子『4,258万回の「こんにちは」―おもてなし魂を育んだ「ヘップボーイ」の軌跡』西日本出版社、2009年